# Andrea Sala
Andrea Sala (né le 27 décembre 1978 à Gallarate) est un joueur italien de volley-ball. Il mesure 2,02 m et joue central. Il totalise 97 sélections en équipe d'Italie

## Clubs
| Club                 | De        | À         |
| -------------------- | --------- | --------- |
| Sesia                | 1997-1998 | 1999-2000 |
| Molveno              | 2000-2001 | 2000-2001 |
| Trentino Volley      | 2001-2002 | 2002-2003 |
| Piemonte Volley      | 2003-2004 | 2003-2004 |
| Callipo Sport        | 2004-2005 | 2004-2005 |
| Gabeca Pallavolo Spa | 2005-2006 | 2008-2009 |
| Trentino Volley      | 2009-2010 | 2010-2011 |
| Pallavolo Modène     | 2011-2012 | ...       |

## Palmarès
- Championnat du monde des clubs (2)
  - Vainqueur : 2010, 2011
- Ligue des champions (2)
  - Vainqueur : 2010, 2011
- Championnat d'Italie (1)
  - Vainqueur : 2011
  - Finaliste : 2010
- Coupe d'Italie (1)
  - Vainqueur : 2010
  - Finaliste : 2004, 2005, 2011
- Supercoupe d'Italie
  - Perdant : 2010